# Eurorebus
Eurorebus je vědomostní soutěž určená pro žáky 2. stupně základních škol a studenty středních škol (včetně víceletých gymnázií), pro žáky 1. stupně ZŠ je určena soutěž Eurorebus Junior. Jednotlivé ročníky probíhají zhruba v rámci školního roku, ve školním roce 2022/2023 probíhá 28. ročník. Ve 13. ročníku bylo do soutěže zapojeno skoro 26 000 soutěžících z mnoha škol České republiky.
Soutěžní otázky vyžadují znalosti hlavně z oblasti geografie, historie, přírodopisu a společenských věd, část z nich se rovněž zaměřuje na aktuální světové dění. Seznam cen se každý rok mění, hlavní cenou je od 3. ročníku tradičně tzv. Expedice Eurorebus, několikadenní poznávací cesta po vybraných evropských zemích.
Paralelně probíhá soutěž jednotlivců, školních tříd a škol. Účastníci se zároveň dělí do tří kategorií (6. + 7. třída - ZŠ01; 8. + 9. třída - ZŠ02; střední školy - SŠ; do těchto kategorií pochopitelně patří i odpovídající ročníky víceletých gymnázií). Systém soutěží, probíhajících převážně přes internet, vyústí v krajská kola konaná v různých městech (v závislosti na počtu soutěžících v konkrétní oblasti), odkud nejúspěšnější školní týmy a jednotlivci postupují do celostátního finále, které se uskutečňuje v Praze. Počínaje krajskými koly již soutěžící vyplňují testy bez cizí pomoci, a to jako tříčlenné týmy v soutěži školních tříd, (a) nebo samostatně v soutěži jednotlivců.

## Historie
Soutěž probíhá každý školní rok počínaje rokem 1995/1996. Jejím zakladatelem a organizátorem je TERRA-KLUB o.p.s..

### 1. ročník - 1995/1996
Soutěž probíhala pouze pro střední školy. Přihlásilo se přibližně 12 000 soutěžících a hlavní cenou byla počítačová sestava.

### 2. ročník - 1996/1997
Oproti roku předchozímu byl druhý ročník určen pouze studentům základních škol. Hlavní cenou byla taktéž počítačová sestava.
Od druhého ročníku je hlavním partnerem soutěže Česká spořitelna.

### 3. ročník - 1997/1998
Soutěžící byli již ze základních i středních škol současně.
Poprvé byla hlavní cenou Expedice Eurorebus.

### 4. - 8. ročník - 1998/1999 až 2002/2003
Partnery soutěže se stává Český rozhlas a Česká televize, kteří Eurorebus prezentují ve svých médiích.
Soutěže se účastní velká část českých základních a středních škol.
Soutěž se rozšiřuje i do Slovenska a záhy vzniká i mezinárodní finále.

### 9. - 10. ročník - 2003/2004 až 2004/2005
Od soutěže na Slovensku a mezinárodního finále se upouští.
Začínají se pořádat i krajská kola, ze kterých soutěžící teprve postupuje do celostátního finále.

### 11. - 16. ročník - 2005/2006 až 2010/2011
Krajských kol se účastní i studenti v soutěži jednotlivců.
Začíná se udělovat Putovní pohár České spořitelny pro celkově nejúspěšnější školu v daném ročníku.

### 17. - 19. ročník - 2011/2012 až 2013/2014
Předává se nově i pohár pro základní školu.

### 20. ročník 2015/2016
Ve dvacátém ročníku se poprvé testy opravovaly pomocí počítače.
Po dlouhých letech již Česká spořitelna není generálním partnerem soutěže.
Od tohoto ročníku se stala generálním partnerem soutěže nadace Depositum Bonum

### 24. ročník - 2018/2019
Kvůli GDPR se nesoutěží v jednotlivcích, zrušeni jsou i junioři. Již se nevystupuje pod jménem, ale pod přezdívkou, která nesmí obsahovat příjmení.

### 25. ročník - 2019/2020
Ročník byl předčasně ukončen bez vítězů z důvodu pandemie covidu-19.

### 26. ročník - 2020/2021
Celý ročník (i celostátní kolo) probíhal online.

### 27. ročník - 2021/2022
Po předchozích ročnících probíhal tento velice podobně jako před pandemií covidu-19 s tím rozdílem, že se nekonala krajská kola a bonusovky. Ve finále na  VŠE v Praze, které se konalo 13. června 2022, získala pohár pro základní školy ZŠ Meteorologická z Prahy a pohár pro školy získalo Gymnázium Christiana Dopplera. Kategorii ZŠ01 vyhrála Sekunda A z Gymnázia Nad Kavalírkou, kategorii ZŠ02 Kvarta E z Gymnázia Josefa Ressela a kategorii SŠ vyhrála 3.E z Gymnázia Teplice.

### 28. ročník - 2022/2023
Tento ročník odstartoval 19. října.

## Systém soutěže

### Korespondenční kola
První, druhé a třetí korespondenční kolo spočívá v zaslání odpovědí na 10 a 12 otázek. Jejich odpovědi soutěžící zaškrtává z možností.
Především na základě v korespondenčních kolech se následně rozhoduje o postupu na krajská kola

### Doprovodná, internetová kola
Výrazně méně bodů mohou soutěžící získat za doprovodná kola probíhající na internetu.
- Elektronická kola - v průběhu roku proběhne celkem 20 elektronických kol, za které získá soutěžící body pro sebe i pro třídu. Toto kolo může každý soutěžící vyplnit pouze jednou („Jednou a dost“) a celé kolo musí vyplnit nejdéle za jednu hodinu. V každém elektronickém kole je 10 otázek na jedno téma (za každou správně vyplněnou otázku je možno získat 25 bodů), pokud soutěžící vyplní celé kolo správně, tak získá 250 bodů.
- Bonusovky - od Bleskovek se liší pouze tak, že zadání zveřejňuje mediální partner - časopis Dnešní svět. Na jednu bonusuvku je časový limit jedna hodina, ale na rozdíl od elektronického kola obsahuje bonusovka jednu úlohu. Pokud soutěžící neodpoví správně může odpovídat dál, až do vypršení časového limitu. Za správně vyřešenou bonusovku soutěžící získá 50 bodů.
- Doprovodná hra - je hra, která je založená na vkládaní pojmů do tabulky. Soutěžící má stejně jako u bonusuvky jednu hodinu na vyřešení a pokud se mu vyřešení nepovede na poprvé má další pokusy, až do konce časového limitu.

### Krajská kola
Na jaře probíhají v 11 vybraných městech krajská kola. Města jsou stanovena na základě počtu přihlášených v oblasti.
Na krajských kolech soutěží trojice vybraných zástupců třídy; test vyplňuje společně. Současně probíhá soutěž jednotlivců.
Na konci akce jsou vyhlášeny výsledky a vítězové postupují do celostátního finále.
Ve volných chvílích mezi průběhem testu a vyhlášením probíhají různé přednášky a nesoutěžní hry sponzorů.

### Celostátní finále
Na začátku června probíhá v Praze celostátní finále.
Probíhá naprosto stejným způsobem jako krajská kola.
Na konci akce jsou tedy vyhlášeny vítězové celoroční soutěže Eurorebus.
Ve volných chvílích mezi průběhem testu a vyhlášením opět probíhají různé přednášky a nesoutěžní hry sponzorů.

## Ceny
Ceny v soutěži si mohou soutěžící vybrat buď pomocí Katalogu cen na internetu, nebo je mohou vyhrát přímo na krajském, či celostátním kole.
Mezi standardní ceny patří elektronika; od flash disků, přes mp3 přehrávače a fotoaparáty až po počítačové sestavy, notebooky a dataprojektory. Dále mohou soutěžící získat různé knihy a předplatné časopisu Dnešní svět.

### Expedice Eurorebus
Hlavní cenou pro vítěze je tzv. Expedice Eurorebus, což je vícedenní poznávací zájezd po nějaké části Evropy.
Účastní se jí devět studentů za vítěznou třídu v každé z kategorií a první tři v soutěži jednotlivců v každé z věkových kategorií spolu s pedagogickým doprovodem.

### Putovní pohár České spořitelny
V 11. ročníku soutěže (školní rok 2005/2006) se prvním držitelem ceny pro nejúspěšnější školu stalo Gymnázium Velké Meziříčí, v dalších letech pohár připadl Gymnáziu Český Těšín, gymnáziu v Chrudimi, Gymnáziu v Plasích. Od 15. ročníku do 19. ročníku vyhrávalo Gymnázium v Lounech, 20. a 21. ročník vyhrálo Gymnázium P. Bezruče z Frýdku-Místku, o rok později pak dokončilo zlatý hattrick. Ve 23. ročníku však GPB FM skončilo těsně druhé, z trůnu je sesadilo Gymnázia J. Heyrovského z Prahy. 24. ročník přinesl opět strhující boj o putovní pohár, GPB FM zase útočilo na příčku nejvyšší, jenže ani její dominantní třída 5. A, jež zvítězila v kategorii SŠ, je nedokázala vytáhnout ke kýžené výhře, a tudíž místečtí zůstali těsně druzí za Gymnáziem J. Ressela z Chrudimi.